# 9 Way Ticket
9 Way Ticket es el tercer álbum sencillo del grupo femenino surcoreano fromis_9. El álbum fue lanzado el 17 de mayo de 2021 por Off the Record Entertainment y distribuido por Stone Music Entertainment y Genie Music. El sencillo principal del álbum lleva por título «We Go».

## Antecedentes y lanzamiento
El 3 de mayo de 2021, Off The Record lanzó una foto de adelanto confirmando que fromis_9 tendría un próximo lanzamiento con su tercer álbum sencillo titulado 9 Way Ticket el 17 de mayo del mismo año.
Del 4 al 6 de mayo, se lanzaron el primer conjunto de fotos conceptuales para 9 Way Ticket. El 7 de mayo, se lanzó la versión "Ticket To Seoul" del vídeo conceptual para el nuevo álbum sencillo. Del 8 al 10 de mayo, se lanzó el segundo conjunto de fotos conceptuales para 9 Way Ticket. El 12 y 13 de mayo, se publicó la lista de canciones y un medley de las pistas que conformar 9 Way Ticket, respectivamente, revelando a «We Go» como el sencillo principal. El 14 y 15 de mayo, se lanzó el primer y segundo teasers del vídeo musical de «We Go«, respectivamente.
El 17 de mayo, el álbum sencillo y el vídeo musical de «We Go» fueron lanzados simultáneamente.

## Lista de canciones
| Descarga digital |                 |                                |                                                                     |                                                                     |          |  |
| N.º              | Título          | Letras                         | Música                                                              | Arreglos                                                            | Duración |  |
| 1.               | «Airplane Mode» | Wkly, Lee Seu-ran, Park Ji-won | Park Ki-tae (PRISMFILTER), Elum (PRISMFILTER), Shannon              | Park Ki-tae (PRISMFILTER)                                           | 3:03     |  |
| 2.               | «We Go»         | Ku Tae-woo, Wkly               | Lee Woo-min (collapsedone), Lee Hae-sol, Justin                     | Lee Woo-min (collapsedone), Lee Hae-sol                             | 2:56     |  |
| 3.               | «Promise»       | Lee Seu-ran                    | Han Kyoung-su (ARTMATIC), Lee Jeong-woo, Kang Woo-jin, Choi Min-jun | Lee Jeong-woo, Kang Woo-jin, Choi Min-jun, Han Kyoung-su (ARTMATIC) | 3:32     |  |
| 9:31             |                 |                                |                                                                     |                                                                     |          |  |

## Posicionamiento en listas
| Lista (2021)                     | Mejor posición |
| -------------------------------- | -------------- |
| Corea del Sur (Gaon Album Chart) | 4              |
| Japón (Oricon Album Chart)       | 9              |

## Historial de lanzamiento
| País          | Fecha              | Formato                         | Sello                                     |
| ------------- | ------------------ | ------------------------------- | ----------------------------------------- |
| Corea del Sur | 17 de mayo de 2021 | CD, descarga digital, streaming | Off the Record, Stone Music Entertainment |